# SCS 뉴스와이드 플러스
《SCS 뉴스와이드 플러스》는 대한민국 경상남도 서부 지역의 케이블 방송사인 서경방송의 뉴스 프로그램이다.

## 방송시간
- 평일 낮 12시
- 평일 낮 1시
- 평일 오후 3시
- 평일 오후 5시

## 진행자
- 이서경 아나운서

## 같이 보기
- SCS 서경방송
- 뉴스와이드